# Ackerbürgerscheune (Weißenburg)

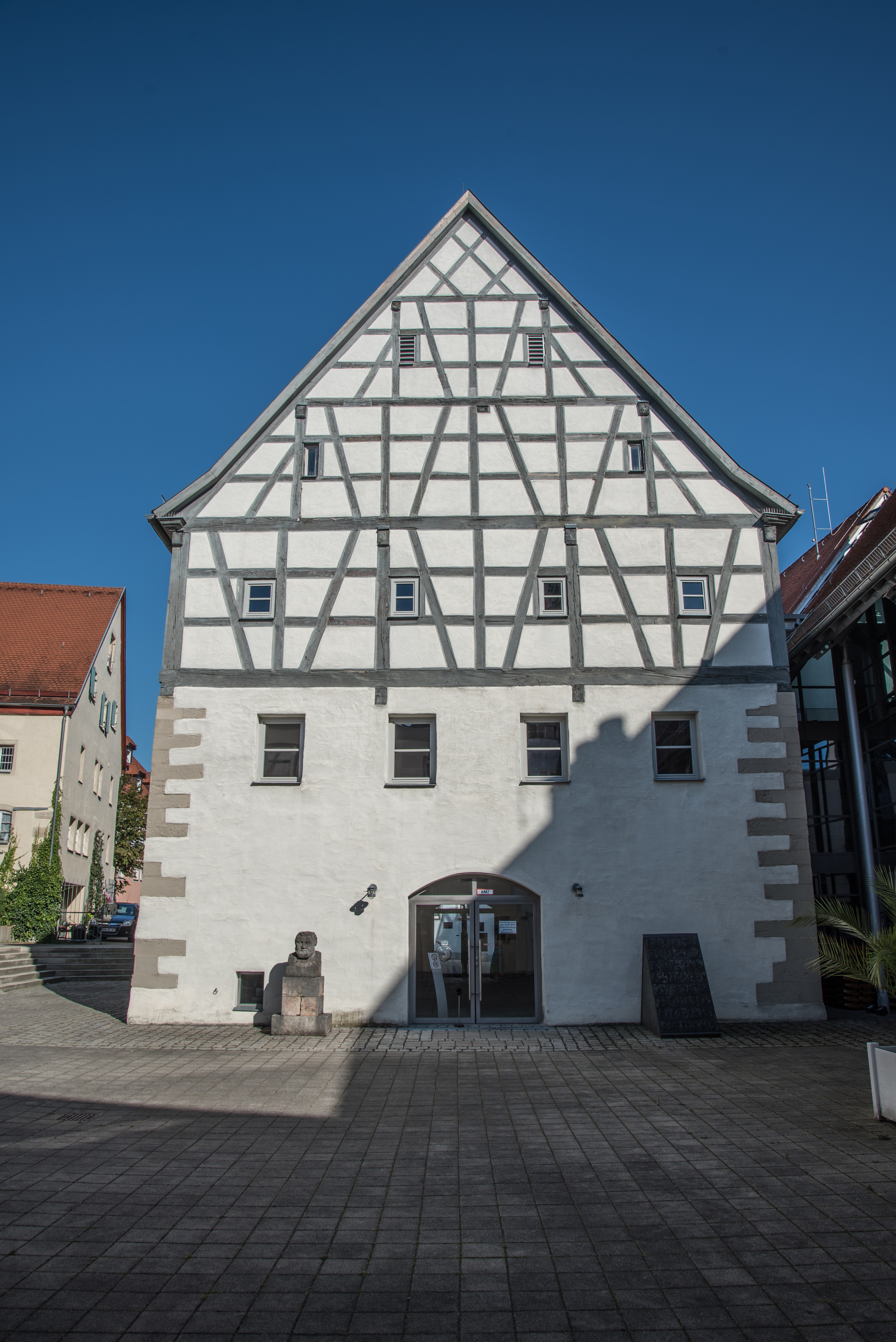
Ehemalige Ackerbürgerscheune im August 2016

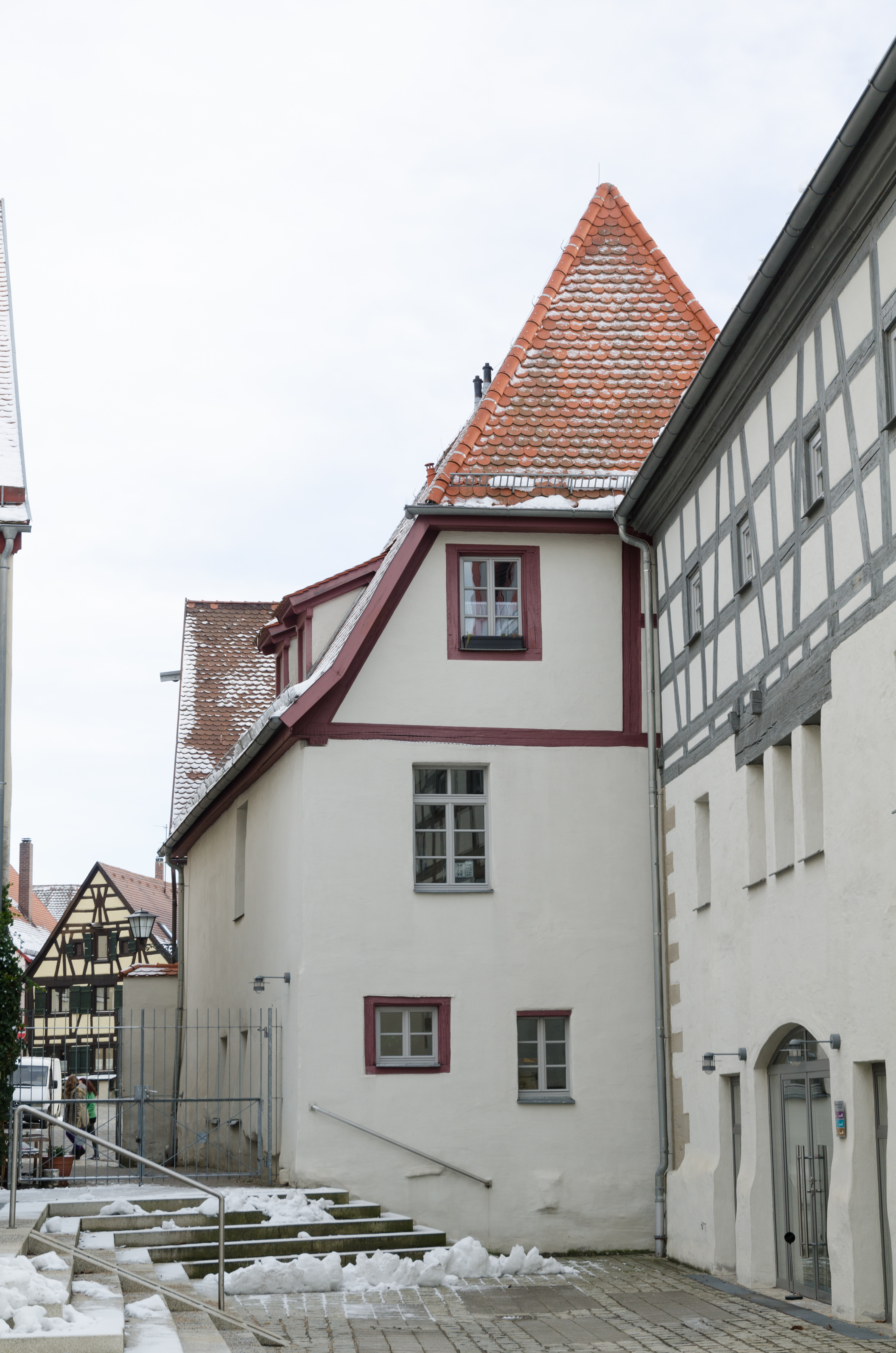
Die rückwärtige Seite, Dezember 2012

Die Ackerbürgerscheune (auch Bärenscheune) ist ein denkmalgeschützter Fachwerkbau aus dem 17. Jahrhundert in Weißenburg in Bayern, einer Großen Kreisstadt im mittelfränkischen Landkreis Weißenburg-Gunzenhausen. Sie ist eines der ältesten Gebäude der Stadt und befindet sich am Marktplatz und ist Teil des Neuen Rathauses.
Die Ackerbürgerscheune mit der postalischen Adresse Marktplatz 19 ist unter der Denkmalnummer D-5-77-177-145 als Baudenkmal in die Bayerische Denkmalliste eingetragen.
Der massive Fachwerkbau entstand Ende des 17. Jahrhunderts als Scheunen- und Speicherbau. Das Haus ist in den Bereich des Neuen Rathauses integriert, ebenso wie das Rentamt-Gebäude. Außerdem wurde der Bereich durch einen modernen Stahlglasbau erweitert.